# Тёмная как ночь. Анна Каренина 2019
«Тёмная как ночь. Анна Каренина 2019» — российский короткометражный фильм 2019 года режиссёра Радды Новиковой.

## Сюжет
Современная интерпретация романа Льва Толстого «Анна Каренина».
Москва, 2019 год. Анна Каренина требует развода у мужа, который не даёт ей его, угрожая отнять ребёнка. Через знакомую подругу журналистку она устраивает скандал с публикацией на Ютубе, но пользователи в комментариях обвиняют во всём её. Она идёт к Вронскому, но у того новая пассия, и он тоже отвергает бывшую возлюбленную. Каренина решает отомстить всем: компромат на интимную жизнь журналистки сливает её мужу; сдаёт своего мужа правоохранительным органам; сталкивает Вронского под поезд метро.

## В ролях
- Юлия Пересильд — Анна Каренина
- Максим Суханов — Каренин, её муж
- Матвей Лыков — Вронский, её любовник
- Ингеборга Дапкунайте — Ирина, журналистка
- Константин Хабенский — машинист поезда
- Михаил Горевой — следователь

## Фестивали и награды
- 2019 — Фестиваль независимого кино в Вене[англ.] — приз за лучший короткометражный фильм и приз Константину Хабенскому в категории «Лучший актёр второго плана».
- 2019 — Фестиваль независимого кино в Праге[англ.] — приз в категории «Лучшее музыкальное видео».